# Cantabria
Cantabria là một tỉnh và cộng đồng tự trị của Tây Ban Nha. Thủ phủ là thành phố Santander. Tỉnh này phía đông giáp Cộng đồng tự trị Basque (tỉnh Biscay), về phía nam là Castile và León (các tỉnh: León, Palencia và Burgos), phía tây là Công quốc Asturias, phía bắc là biển Cantabria.
Cantabria thuộc Tây Ban Nha Xanh, tên gọi đặt cho dải đất giữa biển Cantabria và núi Cantabria ở phía bắc Tây Ban Nha. 
Cantabria là một trong những khu vực có nhiều địa điểm khảo cổ nhất thế giới. Khu vực có tranh hang động quan trọng nhất là động Altamira đã được UNESCO công nhận (cùng với 9 động khác ở Cantabria]]) di sản thế giới.